# Gendigtning
En gendigtning er en fri bearbejdelse af et værk. Det er oftest brugt om et litterært værk. 
Det vil sige der ikke er tale om en ordret gengivelse, for eksempel en ordret oversættelse.
Gendigtning af religiøse litterære værker ses ofte.
Eksempler er Kåre Bluitgens gendigtning af Koranen i Koranen gendigtet, og Bjarne Reuters gendigtning af 60 bibelfortællinger i Bogen.
Sigtet kan være at præsentere teksten i et mere lettilgængeligt sprog.